# Gradinje (Oprtalj)
Gradinje is een plaats in de gemeente Oprtalj in de Kroatische provincie Istrië. De plaats telt 142 inwoners (2001).